# Département 7
 (juillet 2011).
Si vous disposez d'ouvrages ou d'articles de référence ou si vous connaissez des sites web de qualité traitant du thème abordé ici, merci de compléter l'article en donnant les références utiles à sa vérifiabilité et en les liant à la section « Notes et références ».
Le département 7, opérations scientifiques, du NKGB (qui allait devenir le KGB après-guerre), né dans le tumulte de la grande guerre patriotique, avait été créé par Staline en personne afin d’intégrer la technologie ennemie capturée par l’Armée rouge. Tandis que les forces soviétiques avançaient en territoire allemand et capturaient divers laboratoires et usines, des membres des toutes nouvelles Opérations scientifiques se trouvaient déjà sur place afin de veiller à la préservation des travaux secrets et leur transfert vers un immense complexe proche d’Odessa au bord de la mer Noire.
Dans un contexte annonciateur de la guerre froide, il était vital pour l'Union des républiques socialistes soviétiques de s'approprier le maximum d'informations concernant les armes secrètes allemandes, quel que soit leur état d'aboutissement.
Le 22 octobre 1946, le NKVD et des cadres de l'armée soviétique déclenchent l'opération Osoaviakhim sous la direction d'Ivan Serov. Elle vise à identifier tous les experts allemands de filières technologiques identifiées au préalable, vivant dans la zone d'occupation soviétique, afin de les emmener en URSS. Cette opération constitue l'Opération Paperclip soviétique, déclenché un an après l'opération équivalente américaine.
La réaffectation d'employés de nationalité allemande après-guerre s'inscrit également dans un contexte beaucoup plus vaste que la seule recherche appliquée.

## La chasse à latechnologie allemande

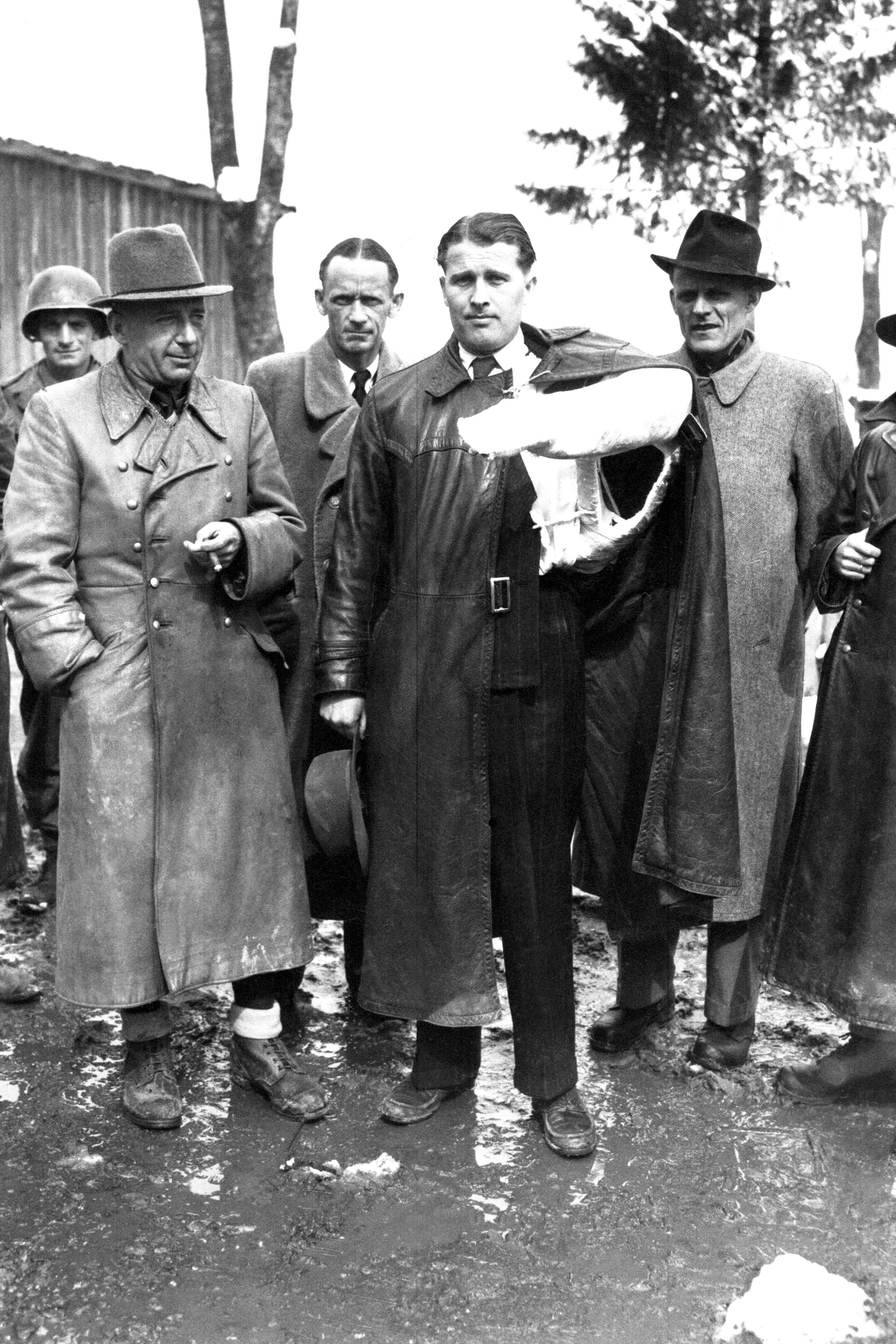
Le major général Walter Dornberger (commandant du site de Peenemünde), le lieutenant-colonel Herbert Axter, le professeur Wernher von Braun (inventeur des missiles V2 et gradé de la SS), ainsi que Hans Lindenberg. Photo prise après leur reddition aux troupes de l'armée américaine.

Voici quelques exemples de leur travail : si un site était jugé important par le Département 7, tous les bâtiments étaient démantelés, emballés et expédiés en URSS, souvent avec les équipes originelles qui se voyaient transformées en esclaves virtuels. Ainsi une usine de deutérium avait été déménagée des environs de Berlin pour donner à la Russie sa première source d’eau lourde. Une autre usine près de Varsovie produisant le Zyklon B utilisé dans les camps d'extermination fut transféré dans l’Oural et servit d’entrepôt d’armes chimiques dès l’été 1945. Les officiers du Département 7 s’étaient emparé d’un atelier Heinkel au moment où les responsables tentaient de détruire le résultat de leurs recherches. Les documents et modèles saisis ont conduit au développement du MiG-15, le premier chasseur à réaction soviétique.
Concernant la filière balistique, deux ingénieurs russes qui avaient travaillé sur le sujet avant l'éclatement de la Grande guerre patriotique furent mandatés pour identifier les composantes pertinentes et faire main basse sur leurs homologues de la filière allemande. Leurs relations étaient ambivalentes, l'un ayant dénoncé auparavant l'autre qui s'était retrouvé au goulag sibérien, dont on l'avait tiré pour cette tâche.
Le site stratégique de Peenemünde ayant été évacué par les nazis avant l'arrivée soviétique, ne restait que l'usine de production qui fut elle libérée par les Alliés occidentaux ; le Département 7 perdit là l’occasion de faire main basse sur la technologie des missiles mais parvint néanmoins à récupérer de nombreux scientifiques de haut vol et autres plans pour les envoyer en URSS.
Aux derniers moments de guerre de 1945, Wernher von Braun avait fui devant l'avancée soviétique la base d'essais de Peenemünde vers le complexe de production des V-2, situé au cœur du Troisième Reich. Le front se rétrécissant, son supérieur militaire obligea son équipe d'ingénieurs à fuir vers les Alpes bavaroises, d'où il prit contact avec les Américains le 3 mai 1945. Située en future zone soviétique selon les accords, les Américains eurent un mois pour démanteler l'usine de production de Dora-Mittelbau et emmener ingénieurs et matériel (pièces démontées provenant de 100 V-2) par voie ferrée jusqu'en zone alliée, puis jusqu'aux États-Unis (voir opération Paperclip).
Ne resta au département 7 après la passation qu'une usine partiellement démontée, sans plans de conception. Hormis Dora, l'ancien site de Blizna se trouvait en Pologne, également dans la zone d'influence soviétique. Ils ne purent que s'adjoindre d'un ingénieur ayant collaboré avec von Braun, Helmut Gröttrup, pour reconstituer la propulsion verticale et amorcer leur propre filière balistique. Comme indiqué au début de ce paragraphe, les ingénieurs et techniciens de la filière qu'ont pu regrouper les russes autour de cette usine se sont finalement retrouvés à Moscou, afin de développer ce secteur technologique d'une importance capitale. Contrairement à la situation américaine, le père de la filière soviétique ne fut pas allemand, ce fut Sergueï Korolev.
Pendant l’occupation de Berlin, un coffre d’un ingénieur travaillant chez Messerschmitt livra la formule d’une huile synthétique nécessaire au fonctionnement des moteurs à turbine, un journal d’un dirigeant de Krupp donna la clé de la métallurgie des tuyères d’échappements des V2.
Voilà comment le département 7 offrait aux scientifiques soviétiques ce dont ils avaient besoin pour faire évoluer l’armée rouge.

## Reconversion dans la recherche

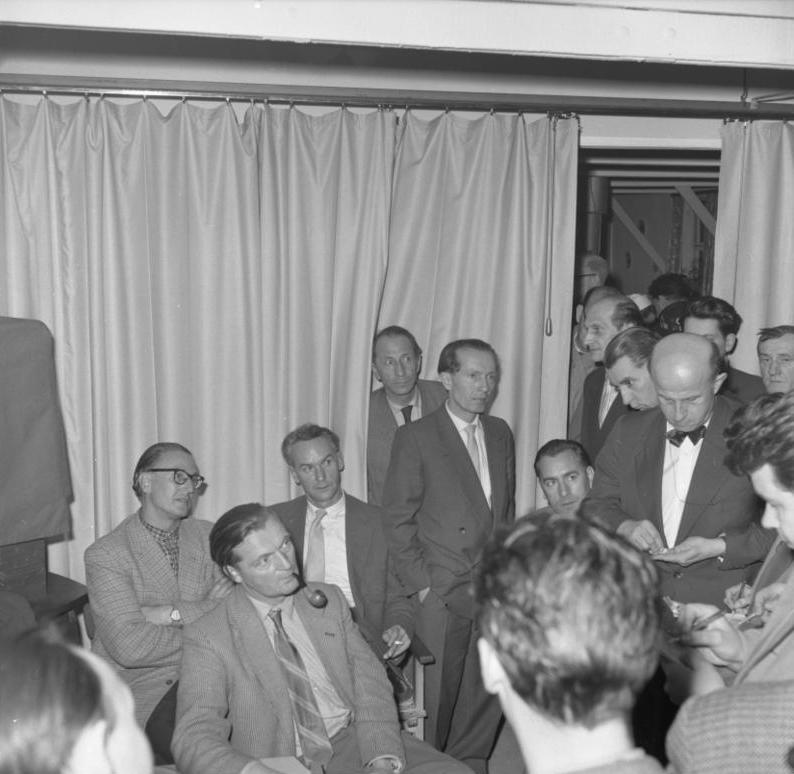
Scientifiques allemands de retour au pays en février 1958 après avoir travaillé à Soukhoumi, en URSS.
Image provenant des Archives fédérales.

À l’été 1952, toute la technologie allemande avait été évaluée, pour l’essentiel utilisée et parfois abandonnée. Sa première mission achevée, la direction du département 7 décida de changer ses objectifs.
Les Opérations scientifiques avaient été jusque-là une agence passive ; elles ne possédaient pas d’agent secret au sens habituel, pas plus qu’elles ne créaient quoi que ce soit d’original mais puisqu'elles s’étaient toujours occupé de technologies en avance sur leur époque, on ordonna aux 800 scientifiques sous sa responsabilité de concentrer leurs efforts à dépasser les technologies actuelles et de développer des systèmes bien plus avancés que tout ce qui traînait sur les planches à dessin du monde entier.
Comme les « Skunk Works » de Clarence Johnson chez Lockheed avaient développé l’avion tri sonique SR-71 bien avant que soient disponibles les matériaux nécessaires à sa réalisation, les Opérations scientifiques s’étaient mises à concevoir et à tester de rudimentaires missiles balistiques à têtes multiples avant même la conception de Spoutnik. Un théoricien du département 7 avait bien failli découvrir la fibre de carbone. Et une équipe d’ingénieurs avaient travaillé sur le circuit imprimé pour ordinateur alors que le reste du monde se concentrait sur le tube à vide.
Mais la sclérose bureaucratique, le culte du secret et le manque de réactivité de l’économie soviétique ont fait que ses efforts ainsi que ceux des autres centres de recherche soviétique ne put permettre à l’URSS de maintenir une parité technologique avec le monde occidental hors de certains domaines militaires dans la course aux armements.